# クレイアニメ
クレイアニメは、クレイ・アニメーション（Clay animation）の略で、ストップモーション・アニメーションのうち、被写体の材料として主に粘土を用いて作成しているものを指す。主に英語圏などではクレイメーション（Claymation）と呼ばれる。正確には、粘土ではない素材や粘土に近い素材のものは人形アニメーションとされる。

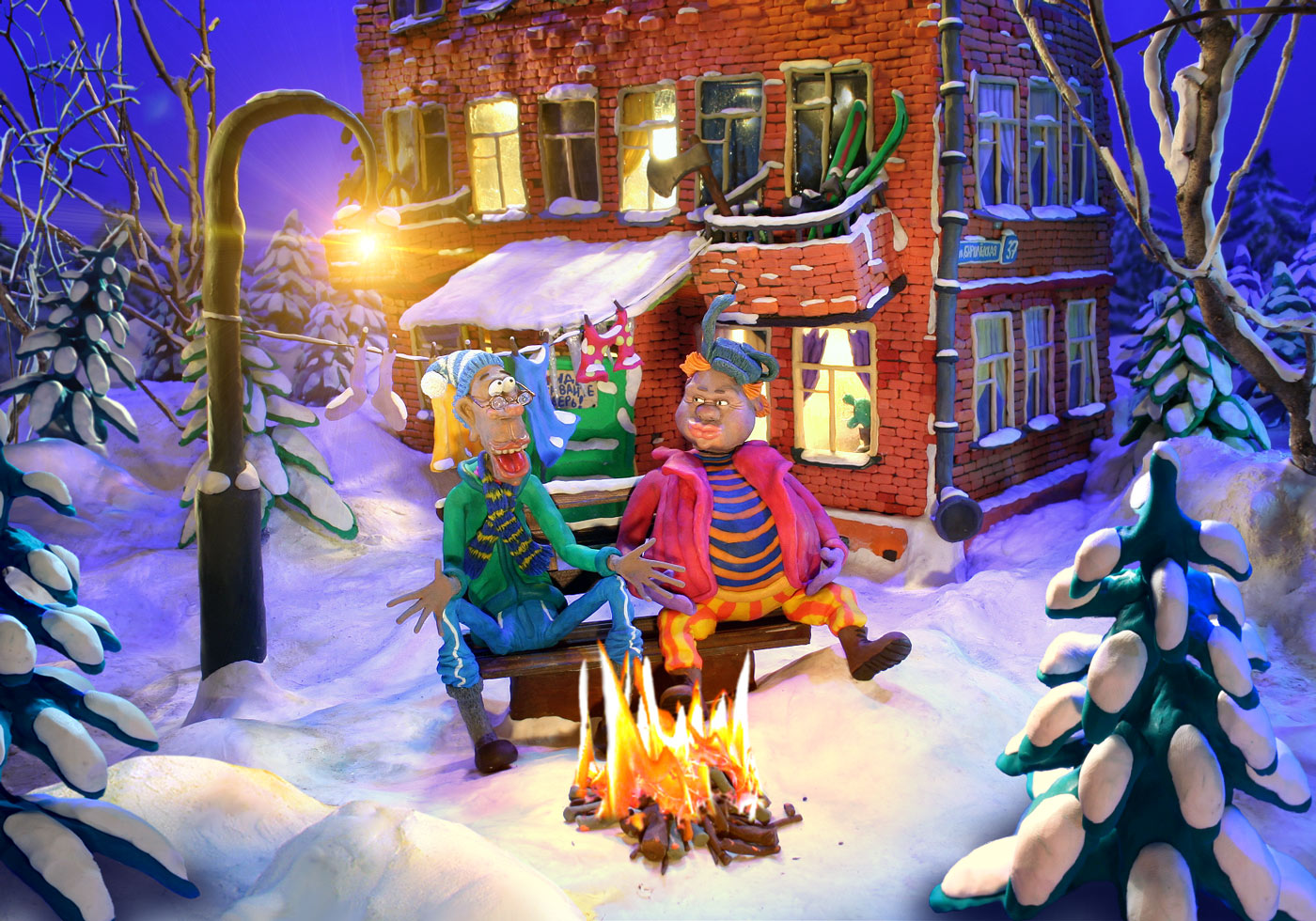
クレイアニメの例

1953年に制作されたアート・クローキーの『ガンビー』が世界初のクレイアニメと言われる。さらに1974年にウィル・ビントンとボブ・ガーディナーの短編「クローズド・マンディ（月曜休館）」がアカデミー賞を獲得したことをきっかけに人気が高まった。

## 制作方法
被写体となる粘土による造形物を、一コマごと撮影する方法による。一コマ撮影するごとに粘土造形物に手を加え、数分の1秒間分の動きを加える。その後に、また一コマ撮影するということを繰り返して撮影する。
セルアニメやCGアニメと比較して、撮影に手間がかかり、取り直しも容易ではない。粘土は、長時間の撮影中に型崩れを起こす場合もあり、また、造形物の形に変化を加えるため、針金などの補強材を造形物の骨格に用いることもある。
しかしながら、その動きの自由さや、大きな変形が可能なことなど、独自の表現力を持つ。

## 代表的な作品
- ウォレスとグルミット（制作：アードマン・アニメーションズ） - 厳密には粘土ではなく、プラスティシン（英語版）（カルシウム塩、ワセリン、脂肪酸を合成して製造したパテ状のもの）という素材でできている。
- ひつじのショーン（制作：アードマン・アニメーションズ）
- 快適な生活（制作：アードマン・アニメーションズ）
- チキンラン（制作：アードマン・アニメーションズ）
- タルピー
- プチ・クレイ（もぎもぎ、カロとピヨブプト） - 1992年12月29日 - 12月31日にNHK総合にて放送。
- パクシ - 1994年4月4日 - 1995年1月5日にNHK教育にて放送。
- もんぴー - 1994年4月7日 - 12月27日にNHK教育にて放送。
- ニャッキ!
- ピングー
- カペリート
- ラビーノタウン
- ジャム・ザ・ハウスネイル
- Celebrity Deathmatch
- ガンビー
- ナッチョとポム

## 制作会社
ストップモーション・アニメーションも含む。
- アードマン・アニメーションズ
- 株式会社ドワーフ
- （株）poptoon[注釈 1] - CM中心のアニメーション制作会社。コマ撮りスタジオ併設。
- ユーフォーテーブル - 通常のアニメーション制作が主だが、自社制作作品のエンディングの多くでストップモーション・アニメーションを使用している。
- Flying Ship Studio[注釈 2] - アニメーション制作会社。
- スタジオプラセボ - コマ撮りアニメーションなどの様々な技法のアニメーション制作を手掛ける。コマ撮り専用スタジオ完備。
- スタジオビンゴ - NHK Eテレ、MV、CMなどのコマ撮りアニメーションを手掛ける。コマ撮り専用スタジオ完備。
- アイトゥーン - NHK Eテレ プチプチアニメの中でクレイアニメ「ニャッキ」を制作している。